# 埋地一家
埋地一家（うめちいっか）は、神奈川県横浜市に本部を置く博徒系暴力団で、指定暴力団・稲川会の二次団体。

## 来歴
埋地とは外国人居留地を指す、ここは治外法権であり、総領事に断らないと官憲は入れなかった。
「埋地仙太（うめちのせんた）」こと渡辺仙太郎は、現在の鹿児島県の出身で、若い頃は船に乗っていたとする文献がある。経緯は不明だが居留地で賭場を開き、伊藤痴遊によると「居留地全体のカスリをとっていて明治20年前後に、毎日五百円位のカスリが入って来たのだから、先ず日本一のカスリ取り、というても可い」とされる。
その後、名跡が途絶えるが、昭和に入り港湾荷役業の藤木幸太郎（藤木企業創業者）が名跡を復活させ、埋地一家初代を名乗った。藤木は地盤とする地名より海岸の親分と呼ばれた。
二代目の「海岸」こと外峯勇は博徒組織の親睦団体である京浜兄弟会の一員だったが、錦政会（現・稲川会）へ加入した。
二代目の死後、再び名跡が途絶えたが40年以上の時を経て、2008年、稲川会直参の貞方留義（杉浦一家出身）が三代目を継承し名跡が復活した。

## 歴代総長
- 祖 - 渡辺 仙太郎
- 初代 - 藤木幸太郎
- 二代目 - 外峯勇
- 三代目 - 貞方留義（2008年～）

## 現幹部陣
- 総長 - 貞方留義
- 相談役（舎弟） - 高橋 進
- 総長補佐（舎弟） - 齋藤 修
- 総長補佐（舎弟） - 林 俊一
- 理事長 - 松田真知
- 本部長 - 黄 季雄
- 幹事長 - 須藤 隆
- 組織委員長 - 寺島元樹
- 局長 - 高橋龍司
- 執行部 - 細野力也
- 執行部 - 浅岡 望
- 執行部 - 中島広一